# كاثرين هاويس
كاثرين هاويس (بالإنجليزية: Dulcie Howes)‏ هي راقصة باليه جنوب أفريقية، ولدت في 31 ديسمبر 1908 في Little Brak River (river) ‏ في جنوب أفريقيا، وتوفيت في 19 مارس 1993.